# 1412 Lagrula
1412 Lagrula este un asteroid din centura principală, descoperit pe 19 ianuarie 1937, de Louis Boyer.